# سد بریدل دریفت
سد بریدل دریفت (به لاتین: Bridle Drift Dam) یک سد در آفریقای جنوبی است که در لندن شرقی، کیپ شرقی واقع شده‌است.